# 케메로보주
케메로보주(러시아어: Ке́меровская о́бласть 케메롭스카야 오블라스티[*], IPA: [ˈkʲemʲɪrəfskəjə ˈobləsʲtʲ kʊzˈbas]) 일명 쿠즈바스(러시아어: Кузба́сс),는 러시아의 연방주체이다. 시베리아 남서쪽에 위치해 있다. 서시베리아 평원과 남시베리아 산맥이 있다. 면적은 95,700 km2이고, 북쪽으로 톰스크주, 동쪽으로 크라스노야르스크 변경주과 하카시야 공화국, 남쪽으로 알타이 변경주, 서쪽으로 알타이 공화국에 접해 있다. 주민은 대부분이 러시아인이나, 우크라이나인, 타타르인, 추바시인, 쇼르인, 독일인과 기타(중국인, 몽골인, 폴란드인)가 거주한다.
1943년 1월 26일에 신설된 새로운 주이지만, 주민들은 오래전부터 여기서 거주하고 있었다. 케메로보주에서 가장 오래된 도시는 쿠즈네츠크(1961년까지는 노보쿠즈네츠크)로, 1618년에 지어졌다. 현재 케메로보주의 주지사는 일리야 세레듀크이다. 인구는 289만 9,142명 (2002년)이다.

## 지리

### 시간대
옴스크 시간 (OMST)에 놓여 있다. UTC와의 시차는 +0700 (OMST)이다.

## 행정 구역

### 군
- 벨롭스키군
- 체불린스키군
- 구렙스키군
- 이시모르스키군
- 케메롭스키군
- 크라피빈스키군
- 레닌스크쿠즈네츠키군
- 마린스키군
- 메즈두레첸스키군
- 노보쿠즈네츠키군
- 프로코피옙스키군
- 프리미실렌놉스키군
- 타시타골스키군
- 티술스키군
- 톱킨스키군
- 탸진스키군
- 야시킨스키군
- 야이스키군
- 유르긴스키군

## 인구
| 연도                | 인구      | ±%    |
| ------------------- | --------- | ----- |
| 1959                | 2,785,872 | —     |
| 1970                | 2,918,353 | +4.8% |
| 1979                | 2,958,066 | +1.4% |
| 1989                | 3,176,335 | +7.4% |
| 2002                | 2,899,142 | −8.7% |
| 2010                | 2,763,135 | −4.7% |
| 2021                | 2,600,923 | −5.9% |
| Source: Census data |           |       |

인구: 2,600,923 (2021년 인구 조사); 2,763,135 (2010년 인구 조사); 2,899,142 (2002년 인구 조사); 3,176,335 (1989년 인구 조사).